# Irene Prador
Irene Prador (* 16. Juli 1911 in Wien; † 8. Juli 1996 in Berlin) war eine österreichische Schauspielerin, Sängerin und Autorin.

## Leben
Prador wurde als älteste Tochter des jüdischen Arztes Alfred Peiser und dessen Ehefrau, der Schauspielerin Rose Lissmann, geboren. Prador hatte zwei jüngere Schwestern, Lilli Peiser, die spätere Schauspielerin Lilli Palmer, und Hilde Peiser. Anfang der 1930er Jahre emigrierte Prador, unter den Vorzeichen des aufkommenden Nationalsozialismus in Deutschland, nach Paris. Im Oktober 1933 emigrierte auch Lilli Palmer und zog zu Prador nach Paris. Prador und Palmer traten, um zu Geld zu kommen, in Paris gemeinsam als Sängerinnen in verschiedenen Cabarets und Revuetheatern auf. Sie nannten sich Les Sœurs Viennoises und trugen sentimentale Lieder, wie Wien, Wien nur du allein, vor. Engagements hatte Prador gemeinsam mit Palmer unter anderem im Nachtclub Monte Christo, dann im Nachtclub Casanova und schließlich im Le Shéhérézade, einem damals berüchtigten Nachtclub mit Bordellbetrieb. Prador erhielt gemeinsam mit Palmer auch ein Engagement für die Folies Bergères, das sie jedoch ablehnte, als sie erfuhr, dass sie dort „oben ohne“ (torse nu) auftreten müsse. Nachdem Palmer in Großbritannien beruflich Fuß gefasst hatte und bereits den Film Crime Unlimited gedreht hatte, emigrierte Prador Mitte der 1930er Jahre von Paris nach London. Sie kam dort anfangs bei Palmer unter, die zuvor bereits ihre Mutter und die Schwester Hilde nach London geholt hatte.
Ab den 1930er Jahren wirkte Prador auch in Filmen, später in Fernsehproduktionen mit. So verkörperte sie 1939 die Rolle der Tänzerin und Sängerin Maria Bellini in dem Filmmusical Rake's Progress. Ende der 1930er Jahre trat Prador als Sängerin und Tänzerin auch an Londoner Revuetheatern auf. 1937 trat sie in der Revue After Supper auf. 1939 hob sie in der Little Revue am Little Theatre in London den eigens für sie komponierten Song Englishmen Never Make Love By Day (Text: Herbert Farjeon; Musik: Walter Leigh) aus der Taufe.
Nach dem Zweiten Weltkrieg nahm Prador ihre Karriere als Schauspielerin wieder auf. 1948 war sie in dem Krimi No Orchids for Miss Blanchard in der Rolle der Gangsterbraut Olga zu sehen. Sie wurde in späteren Jahren fast ausschließlich als Charakterdarstellerin in prägnanten Nebenrollen eingesetzt. So spielte sie 1958 eine französische Frau in dem Kriminalfilm Der Schnorchel. In dem Thriller Der Tod hat Verspätung, mit Richard Attenborough in der Hauptrolle, spielte sie 1959 (Deutschland-Premiere 1961) die Rolle der Sophia Gelderin, einer Passagierin im Flugzeug. 1961 übernahm sie in dem in London in zwei Versionen (deutsch/englisch) gedrehten Edgar-Wallace-Film Das Geheimnis der gelben Narzissen eine kleine Rolle. In der Miniserie Holocaust – Die Geschichte der Familie Weiss verkörperte sie 1978 die KZ-Insassin Maria Karlova; in der deutschen Synchronfassung wurde ihre Rolle von Gisela Trowe gesprochen. 1981 hatte sie in der in Bayern gedrehten, auf einer wahren Begebenheit beruhenden Walt-Disney-Produktion Mit dem Wind nach Westen, einem Filmdrama über die in einem Heißluftballon geglückte Flucht zweier Familien aus Ostdeutschland, die dramaturgisch nicht unwichtige Nebenrolle der Nachbarin und Stasi-Informantin Frau Roseler.
Prador wirkte in zahlreichen britischen Fernsehserien mit, unter anderem in Geheimauftrag für John Drake, 1962 als Signora Vespa in der Episode The Charitable Countess in der Krimiserie Simon Templar, Jason King und zuletzt 1992 in Lovejoy.
In den 1950er Jahren wirkte Prador in zwei Produktionen des Saturday Night Theatre, einer von BBC Radio 4 ausgestrahlten Sendereihe von Theaterstücken im Rundfunk, mit: im April 1957 in The Hoffman Episode von Jeffrey Dell und im Januar 1958 in Miss Roach von Patrick Hamilton.

## Filmografie
- 1937: Let’s Make a Night of It
- 1937: Ad Lib
- 1939: Rake’s Progress
- 1948: König der Unterwelt (No Orchids for Miss Blandish)
- 1950: Lilli Marlene
- 1950: The Compelled People
- 1952: Something Money Can’t Buy
- 1956: Täter unbekannt (Lost)
- 1956: Panzerschiff Graf Spee (The Battle of the River Plate)
- 1958: Der Schnorchel (The Snorkel)
- 1959: Der Tod hat Verspätung (Jet Storm)
- 1960; 1961: Geheimauftrag für John Drake (Danger Man) (Fernsehserie)
- 1960: Kommissar Maigret (Maigret)
- 1961: Das Geheimnis der gelben Narzissen
- 1962: Simon Templar (The Saint)
- 1967: Tennisschläger und Kanonen (I Spy)
- 1969: A Nice Girl Like Me
- 1971: Das vergessene Tal (The Last Valley)
- 1972: Jason King
- 1972: Crown Court
- 1975: Die Zuflucht (The Hiding Place)
- 1976: Die Braut des Satans (To the Devil a Daughter)
- 1978: Holocaust – Die Geschichte der Familie Weiss (Holocaust)
- 1982: Mit dem Wind nach Westen (Night Crossing)
- 1987: Treacle (Kurzfilm)
- 1992: Lovejoy: The Prague Sun (Fernsehserie, 1 Folge)